# Darreh Şeḩeh
Darreh Şeḩeh (persiska: درّه صحه) är en ort i Iran.   Den ligger i provinsen Kohgiluyeh och Buyer Ahmad, i den centrala delen av landet, 500 km söder om huvudstaden Teheran. Darreh Şeḩeh ligger 1 644 meter över havet och antalet invånare är 210.
Terrängen runt Darreh Şeḩeh är bergig norrut, men söderut är den kuperad. Runt Darreh Şeḩeh är det ganska glesbefolkat, med 38 invånare per kvadratkilometer. Närmaste större samhälle är Pūleh, 4,5 km öster om Darreh Şeḩeh. Omgivningarna runt Darreh Şeḩeh är i huvudsak ett öppet busklandskap.